# 拖拉机

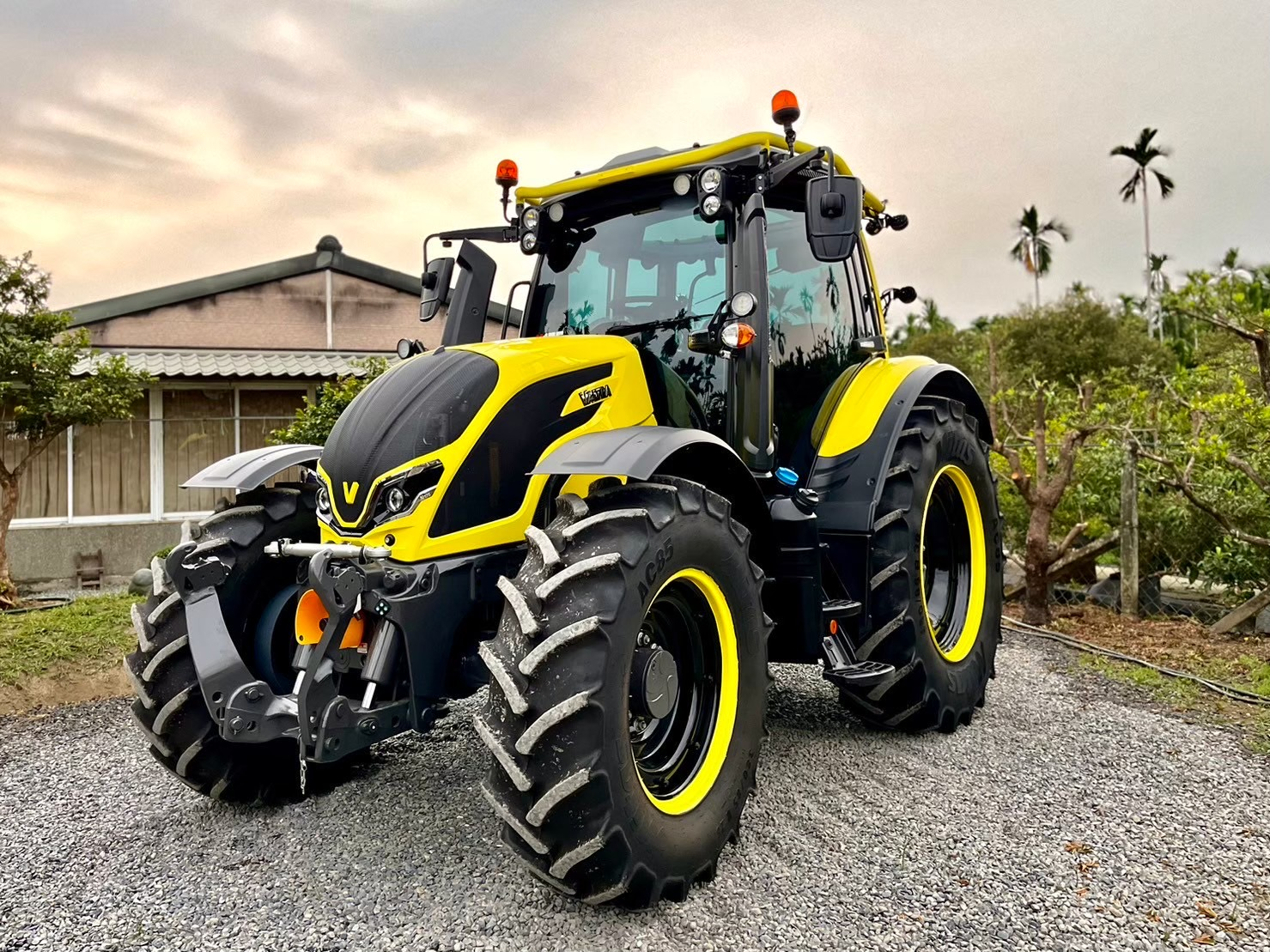
現代大型曳引機

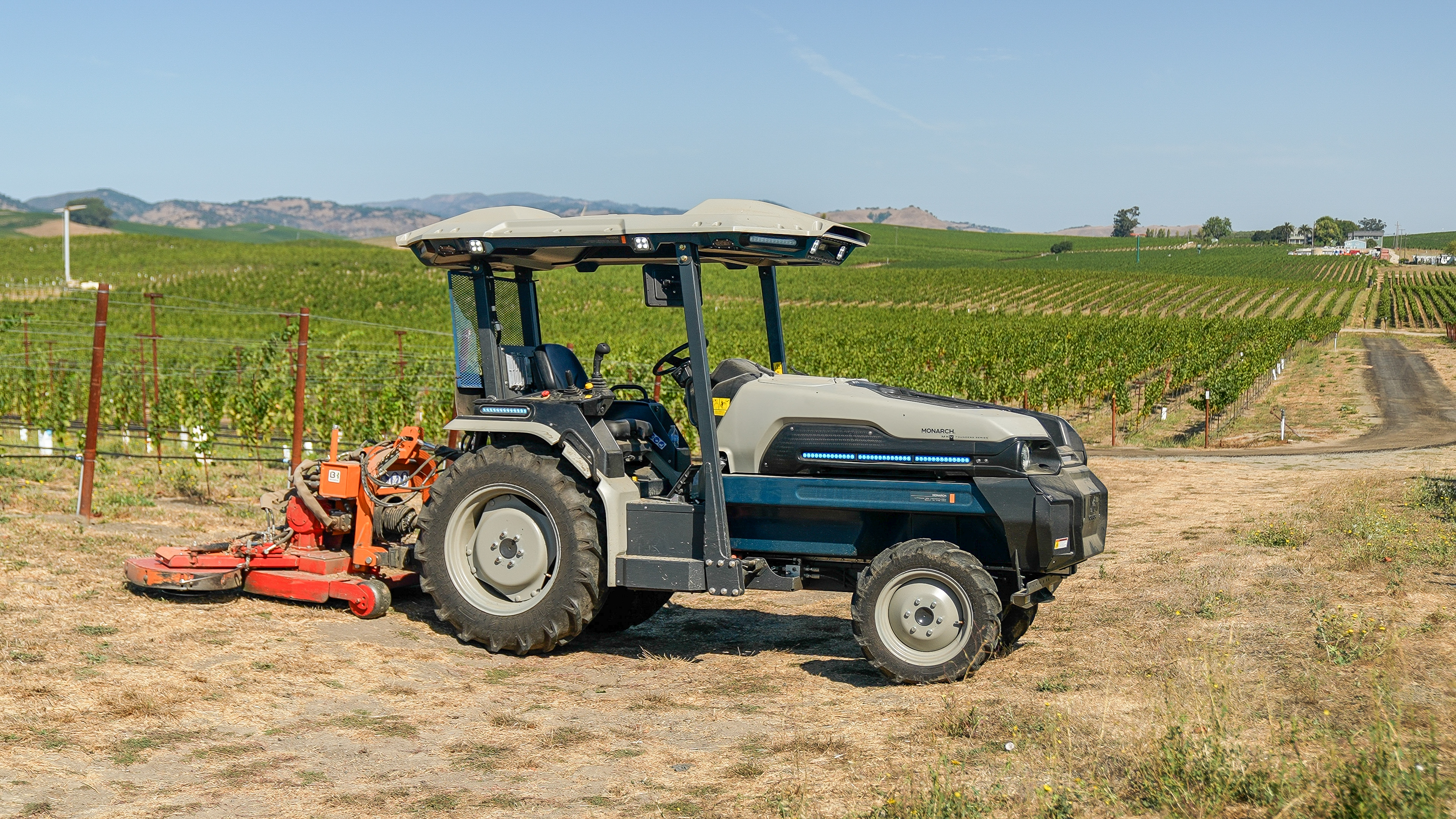
電動曳引機

拖拉机（又稱為牽引機、曳引机）是一种用来拖拉、牵引其他不能自行移动设备的装备。一般来说，它是一种用来拖拽其他车辆或设备的车辆。這詞源自拉丁語trahere、traho。
在英国英语中，「tractor」专指农业上使用的拖拉机（farm tractor）。在美國、加拿大這個詞也可以指聯結車的拖車頭（Tractor unit）。

## 农业拖拉机

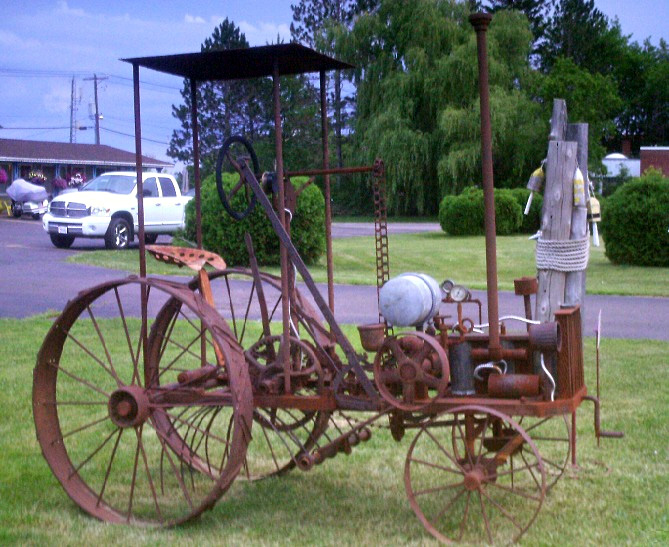
英國1903年蒸氣拖拉機

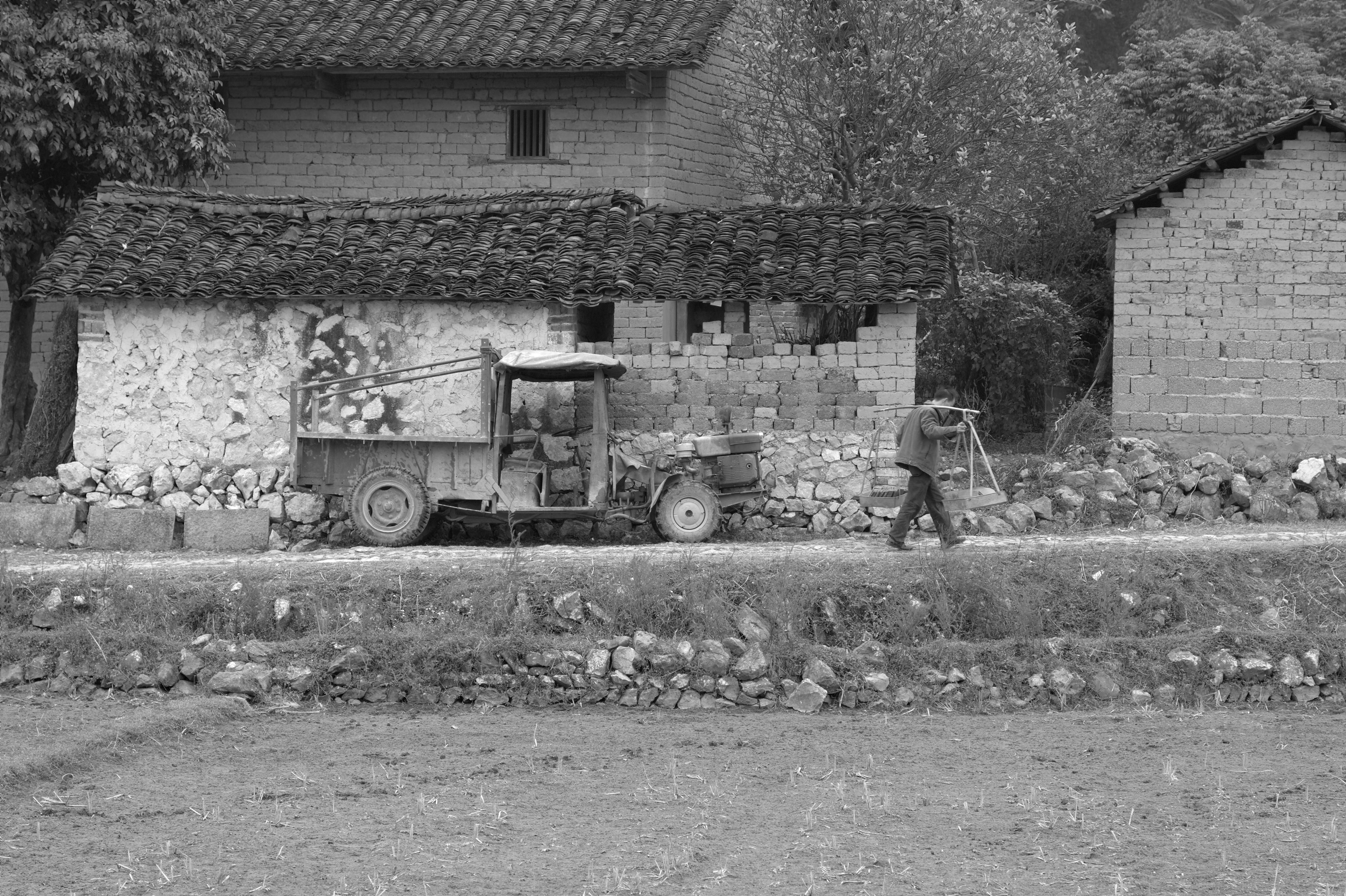
廣西的拼裝拖拉機

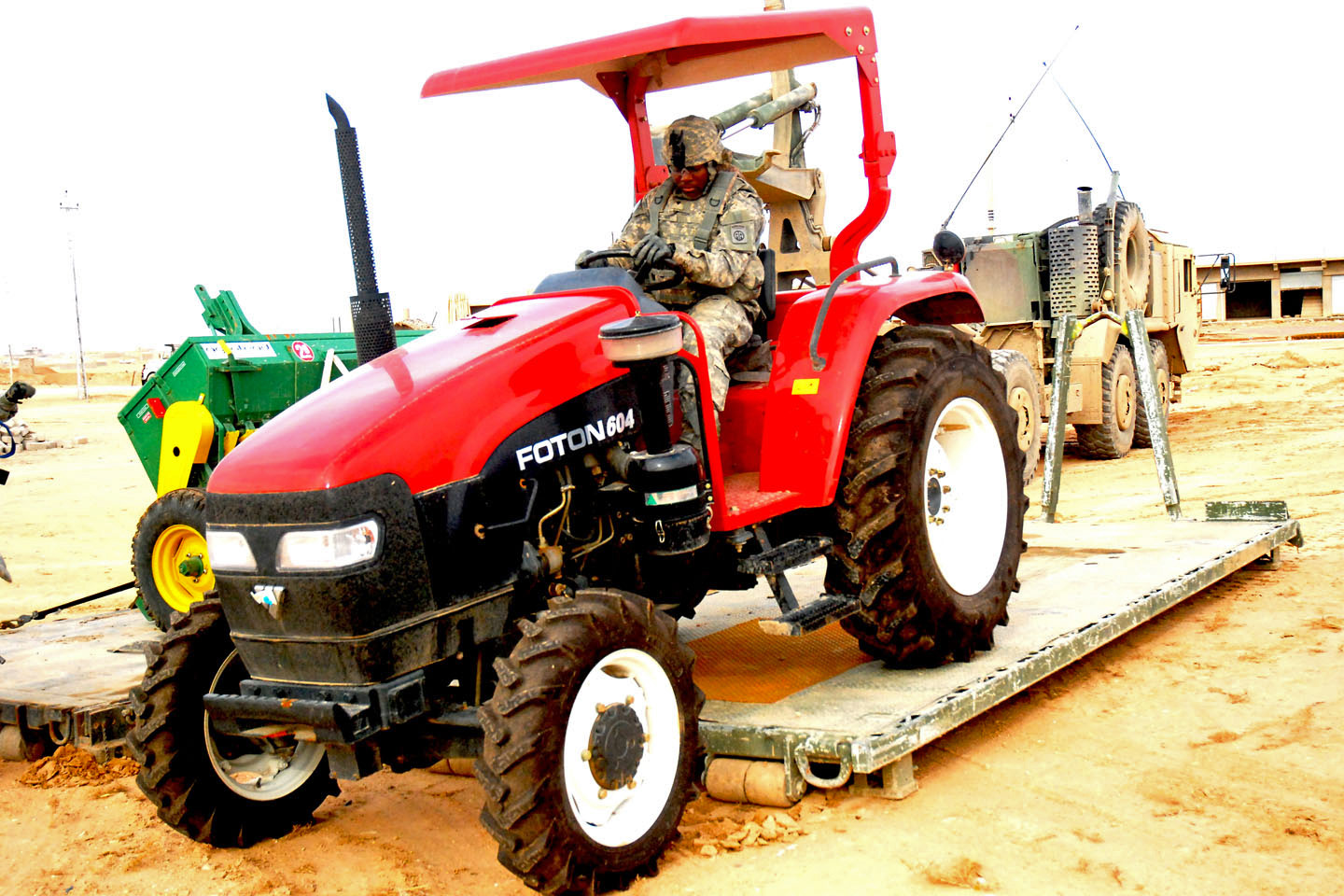
美軍在伊拉克駕駛的中國製福田牌拖拉機

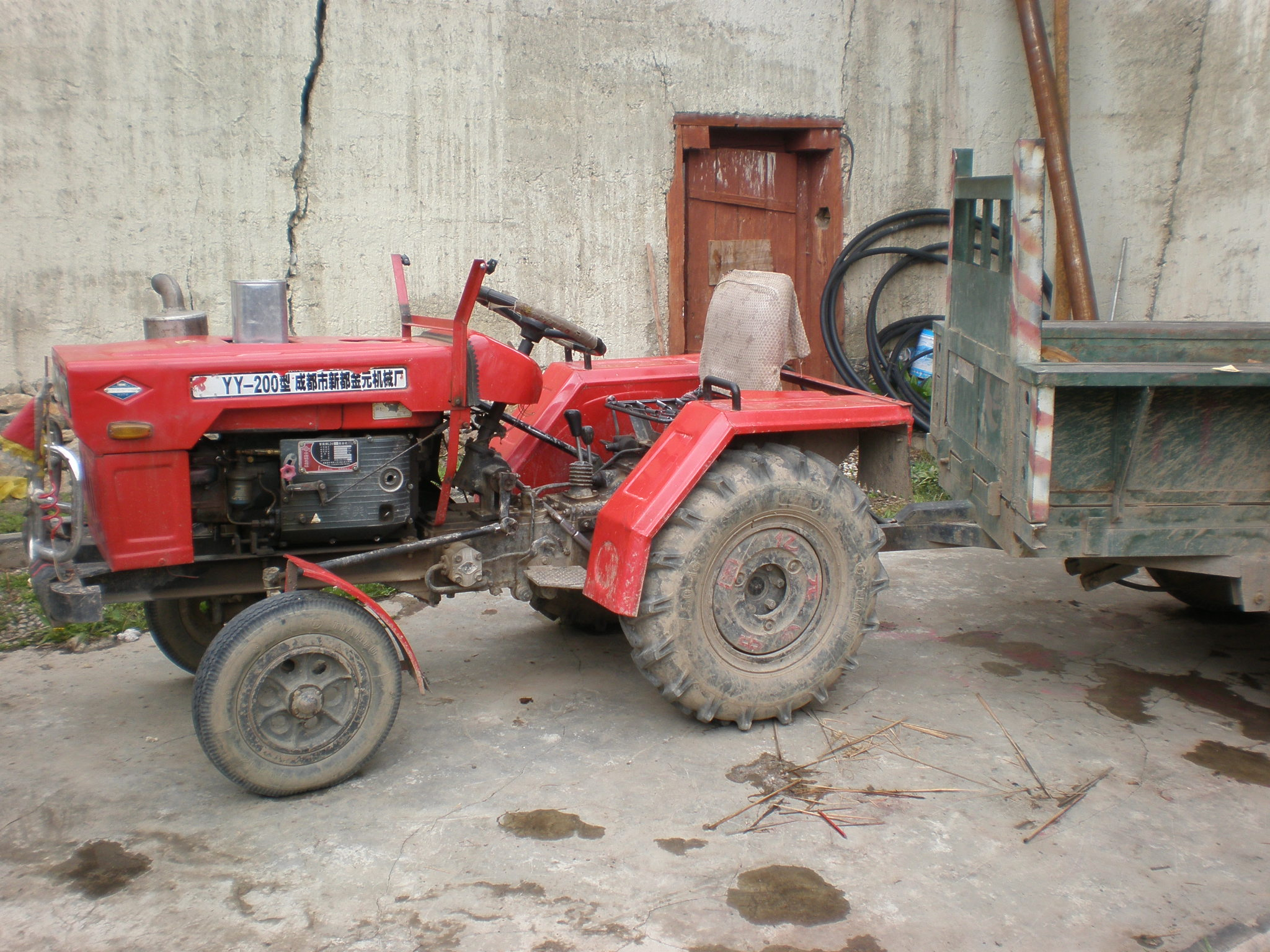
中国的农用拖拉机

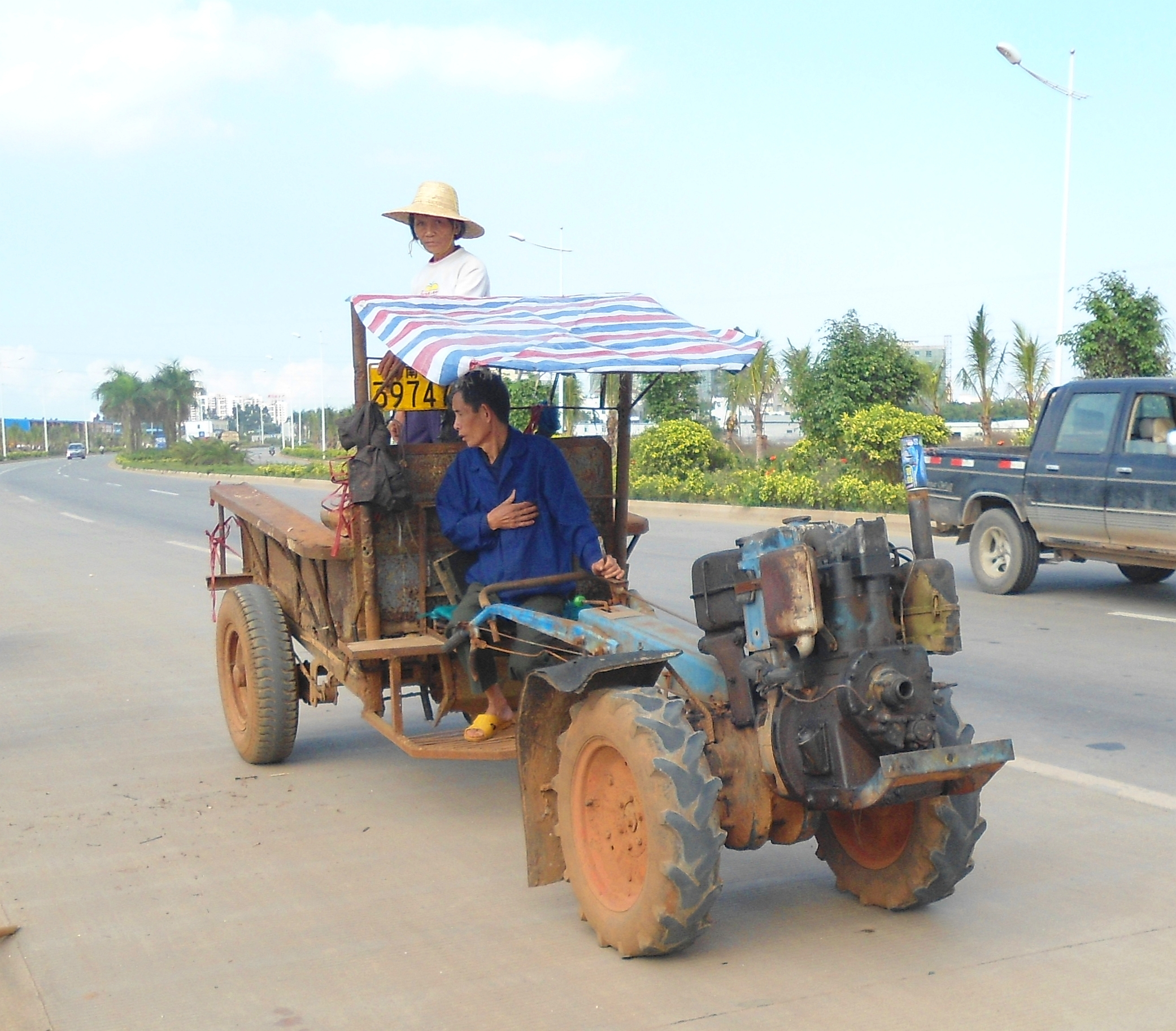
一辆中国的农用拖拉机在公路上行驶

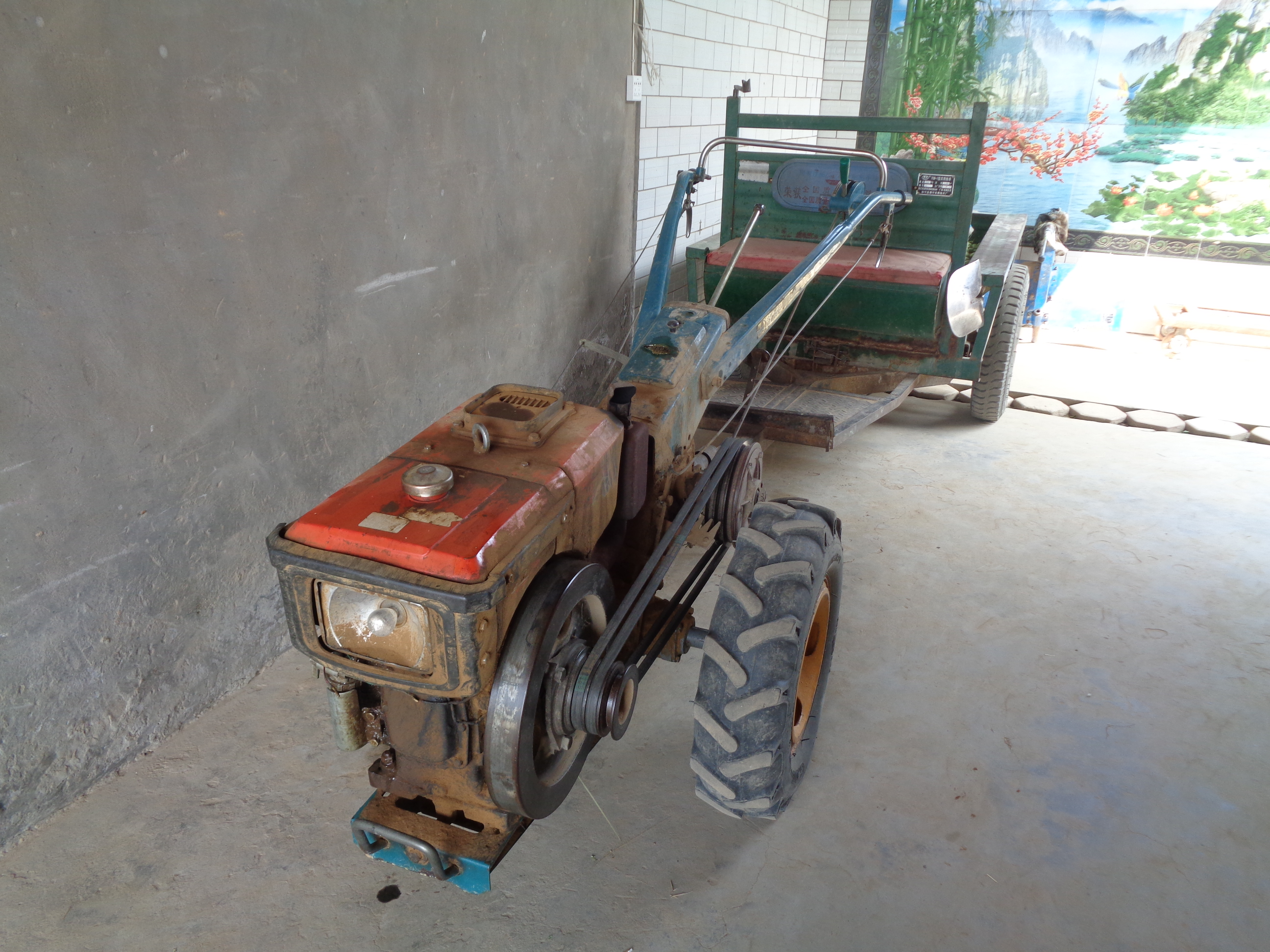
农田专用的拖拉机

拖拉机最常被用于描述在农场中使用的车辆。农业拖拉机被用于拖拽农业机械或拖车，用以耕作，收割或其他类似的任务。
在十九世纪和二十世纪早期，最早出现的机械化的农业设备是蒸汽拖拉机。他们采用安全性不高，容易爆炸及困惑驾驶员的蒸汽引擎，使用履带驱动。这些机器在1920年代由于内燃机的推行而逐步淘汰。
现代农用拖拉机通常有四个脚踏板供驾驶者操纵。左边的脚踏板用于操纵离合器，驾驶者踩下此踏板使变速箱分离，以便换档或使拖拉机停下来。右边的两个踏板刹车，分别用来制动左右后轮，在后轮驱动车辆中采用这种方式，可以增大车辆的转向角度。在急转弯时经常会遇到这种情况；同样，在泥浆或软土上行驶时，车辆经常打滑，所以也会用到。驾驶者同时踩下两个踏板使拖拉机停下来。当四轮驱动拖拉机以一定速度行驶时，通过接合四轮锁止式差速器使拖拉机停止下来。

### 工作
右边最远的踏板是油门脚踏板。与汽车不一样，它也可以通过手动操纵杆控制。这即可以让车辆在田间工作时保持稳定的速度，也可以通过轴或皮带为拖拉机后面的挂件提供持续的动力。油门脚踏板让驾驶者在道路作业时有驾驶汽车那样的感觉。这是现代拖拉机的一个特点，以前的拖拉机通常不会这样。在英国，拖拉机在路上行驶时，只能使用油门脚踏板来控制发动机的速度。

### 动力和通讯
现代农用拖拉机采用大功率的柴油发动机，输出的功率从18马力到608马力（15~453.4千瓦）。通常拖拉机可分为两轮驱动，前轮辅助驱动的两轮驱动，或四轮驱动（通常与铰接式转向连用）。传统风格拖拉机的变种包括小型的“草坪拖拉机”和功能更大、结构更结实的“手扶拖拉机”，手扶拖拉机功率通常在10-25马力，用来除草等簡易農事和美化景观。现代拖拉机在路上行驶时，由于尺寸较小，速度较慢。因此，那些心急的汽车驾驶人经常会按喇叭警告他们。
多数拖拉机都可以将动力传到连接的挂件上，像压捆机，锯木机和割草机等。早期的拖拉机通过装在滑轮上的皮带将动力传到挂件上。现代拖拉机使用取力器轴（PTO）将旋转动力传递到固定或拖曳在拖拉机上的挂件上。现在，几乎所有的拖拉机都可以向外提供液压和电能。
多数农用拖拉机使用手动变速箱。他们通常有多个檔位，速度从1里/小时到25里/小时。以前的拖拉机在换档时，通常要踩下踏板使离合器分离后才能实现（变速箱中只能使用直齿轮）。现代拖拉机由于采用了像无段变速这样的新技术，就不需要这样。相比单独使用踏板拖操纵，拉机驾驶者可以更容易地根据需要选择更多更合适的工作速度。
拖拉机在许多情况下工作时都需要较低的速度，这样农民在田间工作时就可以更好地控制它。但是，在公共道路上行驶时，这样慢的速度会造成交通堵塞，大量车辆被堵在路上，影响其他车辆正常的行驶。为解决这个问题，有些国家（比如荷兰）在路上设置“农用拖拉机禁行”的标志。像JCB Fastrac这样的现代拖拉机，速度可达到50 mph（80 km/h）,以这样的速度在路上行驶，基本可以被接受。

### 安全
传统的条行播种拖拉机（中耕拖拉机）不带翻车保护系统
现代拖拉机都带有翻车保护系统（ROPS），拖拉机翻车时就不会碾压倒驾驶者。对露天拖拉机来说，这点更重要，他们的ROPS通常是延伸到驾驶座上的一束钢带。如果是带驾驶室的拖拉机，ROPS是驾驶室的一部分。在没有ROPS以前，许多驾驶者在拖拉机翻车后被压死。这时的露天拖拉机，采用的是三轮设计，两个前轮靠的比较近，而且角度向内冲着地面，非常危险。拖拉机在陡坡上行驶时，驾驶员经常因翻车而被压死。荷兰于1960年首先在法律上规定要求在拖拉机上使用ROPS。

### 应用

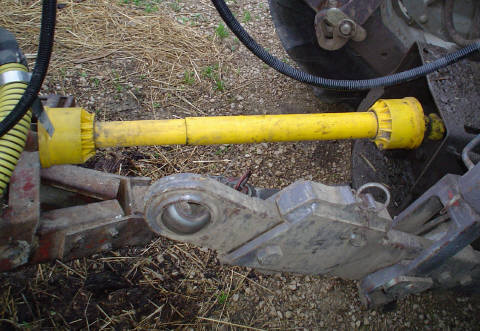
拖拉机PTO轴/装在拖拉机上的PTO轴（A PTO shaft plugged into a tractor）.

农机具通过挂钩或三点式悬挂机构连接在拖拉机上，三点式悬挂机构是由亨利·福格森发明的，从1960年开始，就成为拖拉机的一个标准。连在三点式悬挂机构上的农具，通过操纵液压手柄，可以提升或降低。连在三点式悬挂机构上的农具通常完全由拖拉机支撑。
拖拉机除了在农场中使用外，在其他许多地方，我们也可以发现它的存在：大学的园林系，公园等，高速公路的工作人员经常将喷枪钢瓶用带子固定在拖拉机的一侧，风钻/空压机牢牢地固定在取力器轴上。

### 精确农业
随着空间技术的发展，GPS被广泛用在农业上，用户根据需要可以选择是否在拖拉机上安装车载计算机。这些技术在现代化的精细农业中被采用。从空间竞赛中衍生出来的技术大大推进了农业耕种的现代化，以及无人驾驶拖拉机和人工驾驶拖拉机在大规模农场中的共同使用。

## 挖掘装载机

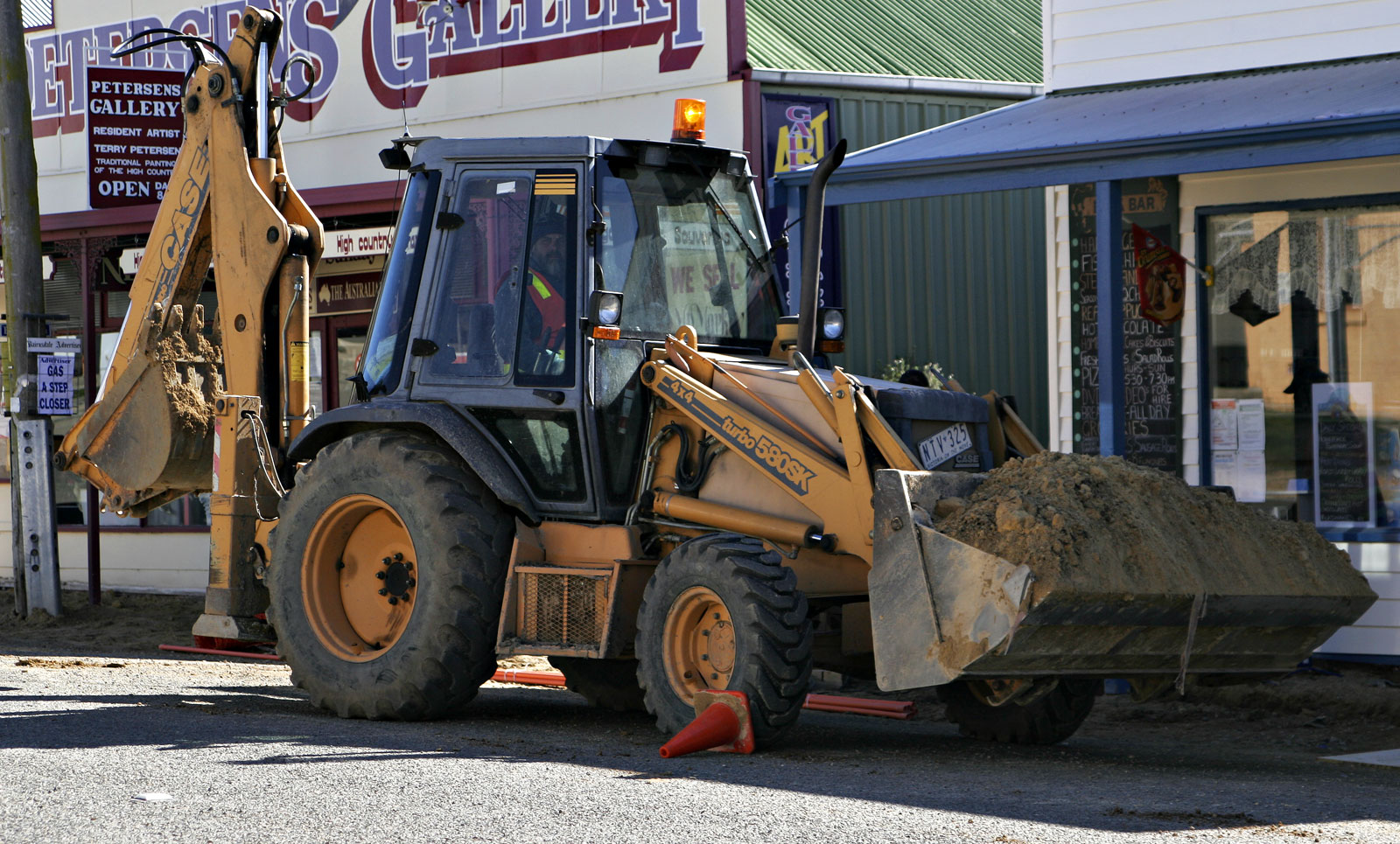
挖掘装载机

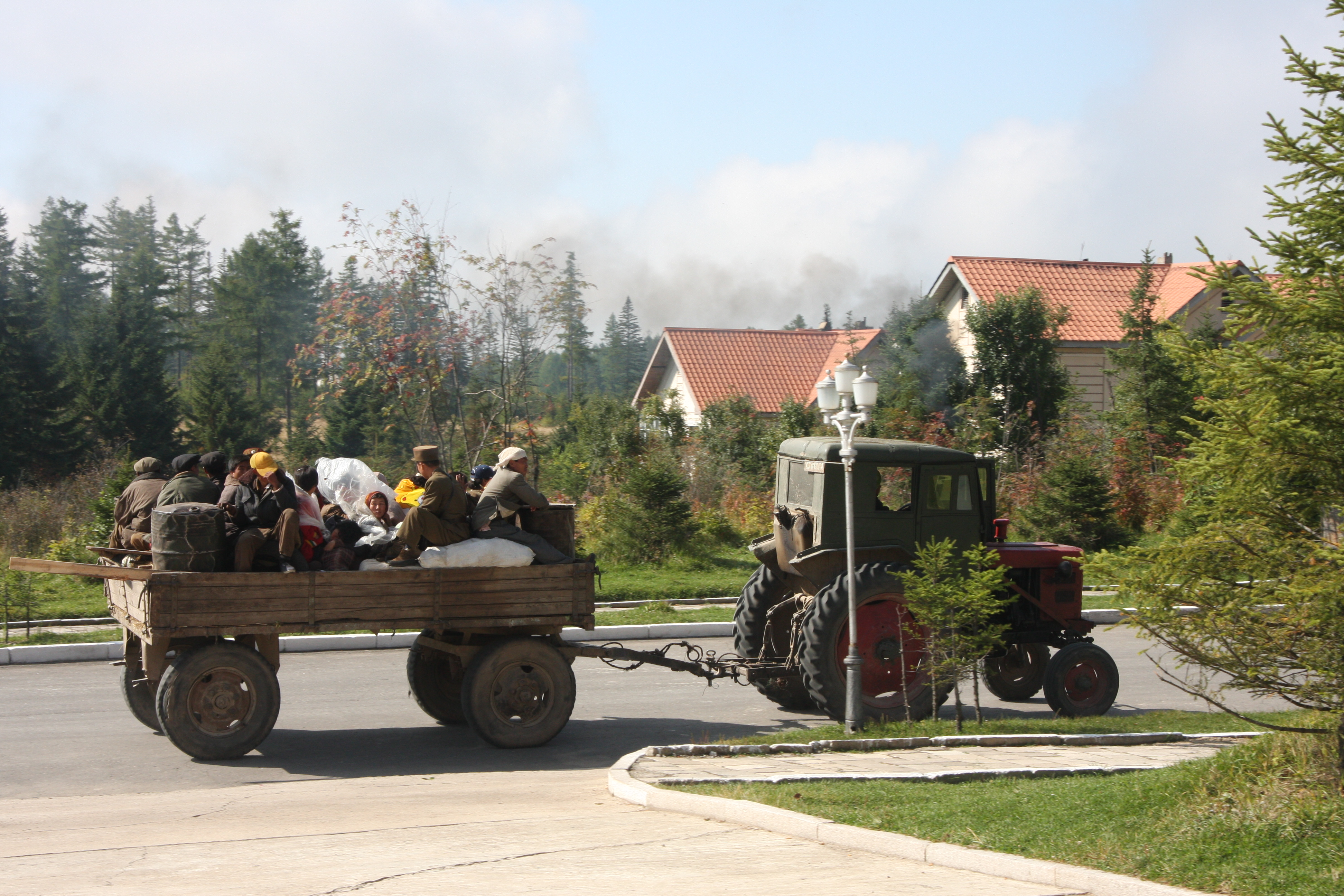
朝鲜的載人載貨拖拉機

通用的挖掘装载机左边是挖掘机，铲斗/刀片在右边。
拖拉机最常见的变种是“挖掘装载机”，其名字中包含这样的訊息，装载机在前面，挖掘机在后面。当装载机和挖掘机永久连在一起的时候，就不叫拖拉机，因为他们基本上不承担拉东西的功能，因此也没有取力器轴。当挖掘机被固定上以后，通常上面安装一个可旋转的座椅，操作者工作时可以面对被操作对象。移动的挖掘机上几乎都会装一个单独的座椅。
挖掘装载机很常见，并能承担各种任务：建筑、小型爆破、运送少量的建筑材料、为建筑设备提供动力、挖孔、轧碎沥青和铺路面。有些铲斗的根部是可伸缩的，可以快速有效地将里面的东起倾倒出来。可伸缩铲斗也可用来整平路面或清除沙子。前面安装的部件可以是活动的，也可以是永久安装的，只有铲斗是可更换的。
挖掘装载机相对较小的体积和精确的控制系统使得它非常有用，在土木工程和城市工程中经常用到，比如在大型设备没法工作的狭小空间里进行建筑和维修。他的多功能及紧凑的结构使他们成为城市建设上的最主要的设备。

## 工程拖拉机
拖拉机的耐用性和发动机功率使得它最适合承担工程任务。拖拉机上经常安装一些工程工具，如推土机、推土铲，转载设备、铲斗、耕地设备、收获机等。推土机和铲斗经常装在拖拉机的前面，拖拉机安装工程工具以后，通常取名为工程车辆。
推土机通常是履带式拖拉机，前面装有刀片，后面装绳索绞盘。推土机是动力非常强大的拖拉机，和地面的接触非常好，其主要的任务就是推或拉东西。
推土机一直在不断发展，新产品越来越多，并具备以前拖拉机所不具备的功能。装载机就是一个例子，他用大的铲斗替代原来的刀片，并用液压臂来提升或降低铲斗，因此可以很容易捞起泥土、岩石和松软的材料并把他们装到卡车上。
前面装载式装载机和装载机是带工程工具的拖拉机，有两个液压动力的臂，分别装在前机舱的两侧；还有一个倾倒设备，其实就是一个开口较大的铲斗，也有的安装的是平板叉或打包机。
推土机的改型品种还包括将设备做得更小，以便在运动受到限制的狭小区域里工作。还有小轮装载机，正是的名称是滑动转向装载机，还有一个“山猫“的绰号。它特别适用于在有限的空间里进行的挖掘工程。

## 廉价拖拉机

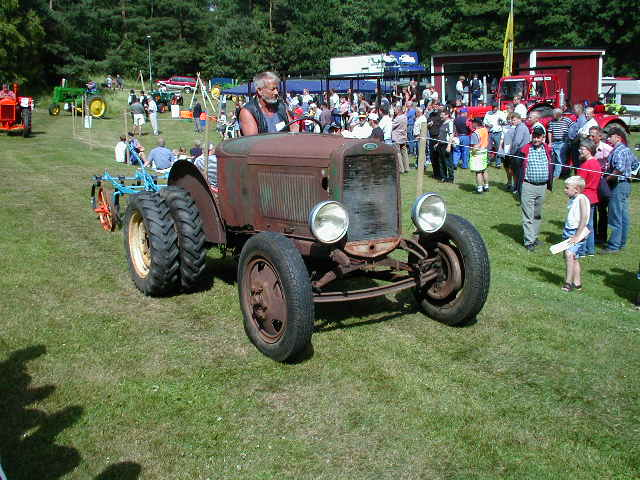
福特EPA拖拉机

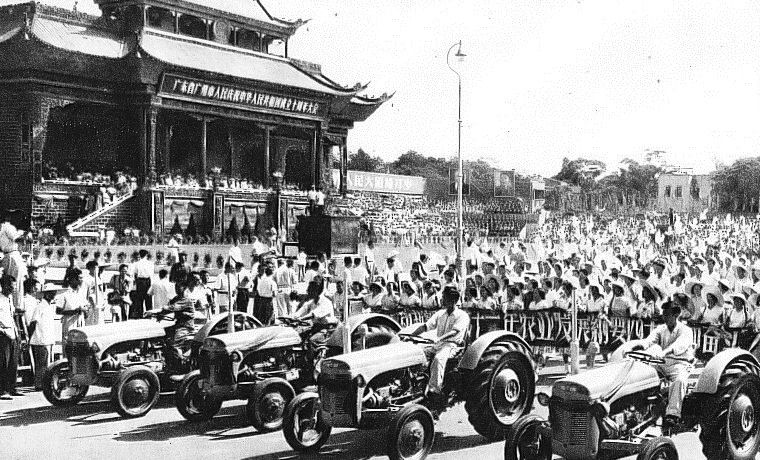
中華人民共和國10周年國慶的拖拉機方隊

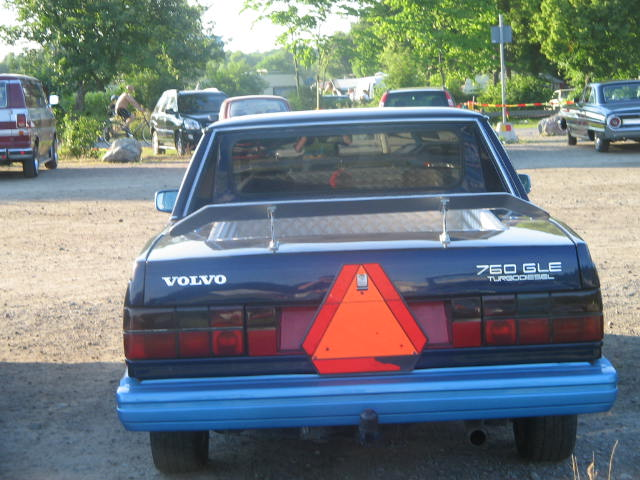
Volvo 760車輛後面的加掛拖拉基座與底盤連結

二战期间，在瑞典因为拖拉机短缺，人们发明了一种新型的“EPA拖拉机”（EPA意味着功能简化，经常用来表示某些东西在质量上有欠缺）。EPA拖拉机被简化成汽车，卡车或货车，前排座位以后的载客空间被砍掉，然后安装两个变速箱。当改造一些老式的梯形车架的汽车时，虽然并不像拖拉机，但是却能够起到相同的作用。
战后，EPA拖拉机仍然流行，并不单是农用机械，还被一些没有取得驾照的年轻人当作汽车。EPA拖拉机在法律上被视为农用机械，年龄满16岁的人只需要拖拉机执照即能驾驶。法律上的漏洞最后被弥补了，新的EPA拖拉机被禁止被生产，但是原有的仍然是合法的；有些并被炒到了高价，EPA拖拉机的被迫停产也引发了一些爱好者的抗议。
1975年3月31日，一种类似的农机问世——即“A tractor”；与EPA拖拉机最主要的不同是，A tractor最高时速达到30公里/小时。达到这样的速度，主要是仅使用两台变速器中的一台。Volvo Duett（注：杜艾特，Volvo首个类似旅行车的车型，很多小商家将该车作为客货两用车）在很长的一段时间里是改装为EPA拖拉机或者A tractor的首选，但随着这个系列汽车资源供应枯竭，其他的汽车也开始被改装，但是Volvo品牌仍然占最大比重。

## 其他拖拉机种类
拖车头是一种拥有大马力发动机和数根车轴的重型机械。拖头是用来拉动较长的挂车，多数用来长途运输。在英国这类“拖拉机”经常被称为"artic cab".

## 拖拉机工业

### 美国拖拉机工业
- 卡特彼勒
- 凯斯万国

### 中国拖拉机工业
1908年（清光绪三十四年） .黑龙江巡抚程德全奏请清政府批准，花了22250两白银购进两台拖拉机，由瑞丰公司经营，在讷河的讷漠尔河南段自行收价代垦。这是中国最早输入的农用拖拉机（当时称“火犁”）。
- 一拖